# Hylaeus transvittatus
Hylaeus transvittatus là một loài Hymenoptera trong họ Colletidae. Loài này được Cockerell mô tả khoa học năm 1917.